# 德芳路
德芳路（英語：Defang Rd.）為臺灣臺中市大里區的重要道路之一，共分為三段，二段、三段為臺中生活圈三號道路之一部分，全路段位於大里區內。大致呈相東北—西南向；東北接鐵路街，西南接文心南路。全長約2.5公里。

## 行經行政區域
- 大里區

## 車道數
一段雙向兩車道；二段、三段雙向六車道，設置中央安全島。

## 本道路客運
市區公車
| 編號 | 業者     | 路線                 | 行駛區間       |
| ---- | -------- | -------------------- | -------------- |
| 39   | 南投客運 | 立新國小－高鐵台中站 | 國光路－樹王路 |

公路客運
| 編號 | 業者     | 路線區間           | 備註                              |
| 6268 | 全航客運 | 臺中－草屯－埔里線 | 尖峰10~15分鐘一班；離峰20分鐘一班 |
| 6333 | 總達客運 | 臺中－南投－水里   | 15分鐘一班                        |
| 6899 | 台中客運 | 臺中－埔里         | 尖峰15分一班；離峰20分鐘一班      |
| 6899 | 南投客運 | 臺中－埔里         | 與台中客運聯營                    |

## 沿線設施
（由東北到西南）
一段
- 臺灣銀行德芳分行
- 臺中市立光榮國民中學

東榮路
- 大里公園
- 大里區圖書館德芳分館

益民路
德芳南路
國光路二段
二段
- 德芳環保公園
- 德芳興市場
- 大眾銀行大里分行

樹王路
- 進士公園

爽文路
三段
台63線 出口 大里一